# Leptotarsus (Macromastix) atridorsum
Leptotarsus (Macromastix) atridorsum is een tweevleugelige uit de familie langpootmuggen (Tipulidae). De soort komt voor in het Australaziatisch gebied.